# Aartsbisdom Pelotas
Het aartsbisdom Pelotas (Latijn: Archidioecesis Pelotensis; Portugees: Arquidiocese de Pelotas) is een in Brazilië gelegen rooms-katholiek aartsbisdom met zetel in Pelotas in de staat Rio Grande do Sul. De aartsbisschop van Pelotas is metropoliet van de kerkprovincie Pelotas, waartoe ook de volgende suffragane bisdommen behoren:
- Bisdom Bagé
- Bisdom Rio Grande

## Geschiedenis
Op 10 augustus 1910 richtte paus Pius X met de apostolische constitutie Praedecessorum Nostrorum het bisdom Pelotas op. Dit gebied behoorde daarvoor toe aan het aartsbisdom Porto Alegre.
op 25 juni 1960 werd een deel van het grondgebied afgestaan ten behoeve van de oprichting van het bisdom Bagé en op 27 mei 1971 voor de oprichting van het Bisdom Rio Grande. Op 13 april 2011 werd het bisdom door paus Benedictus XVI tot aartsbisdom verheven.

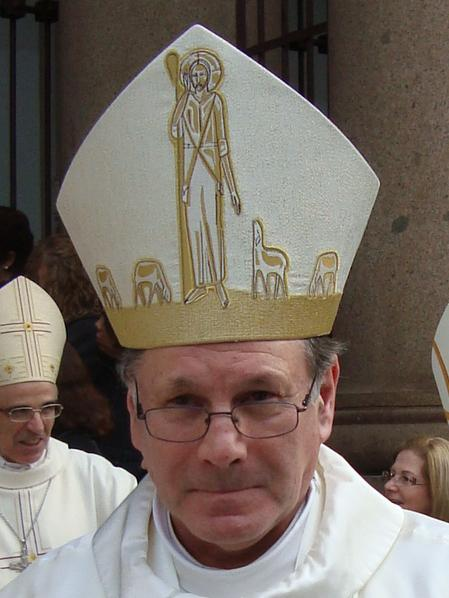
Aartsbisschop Jacinto Bergmann
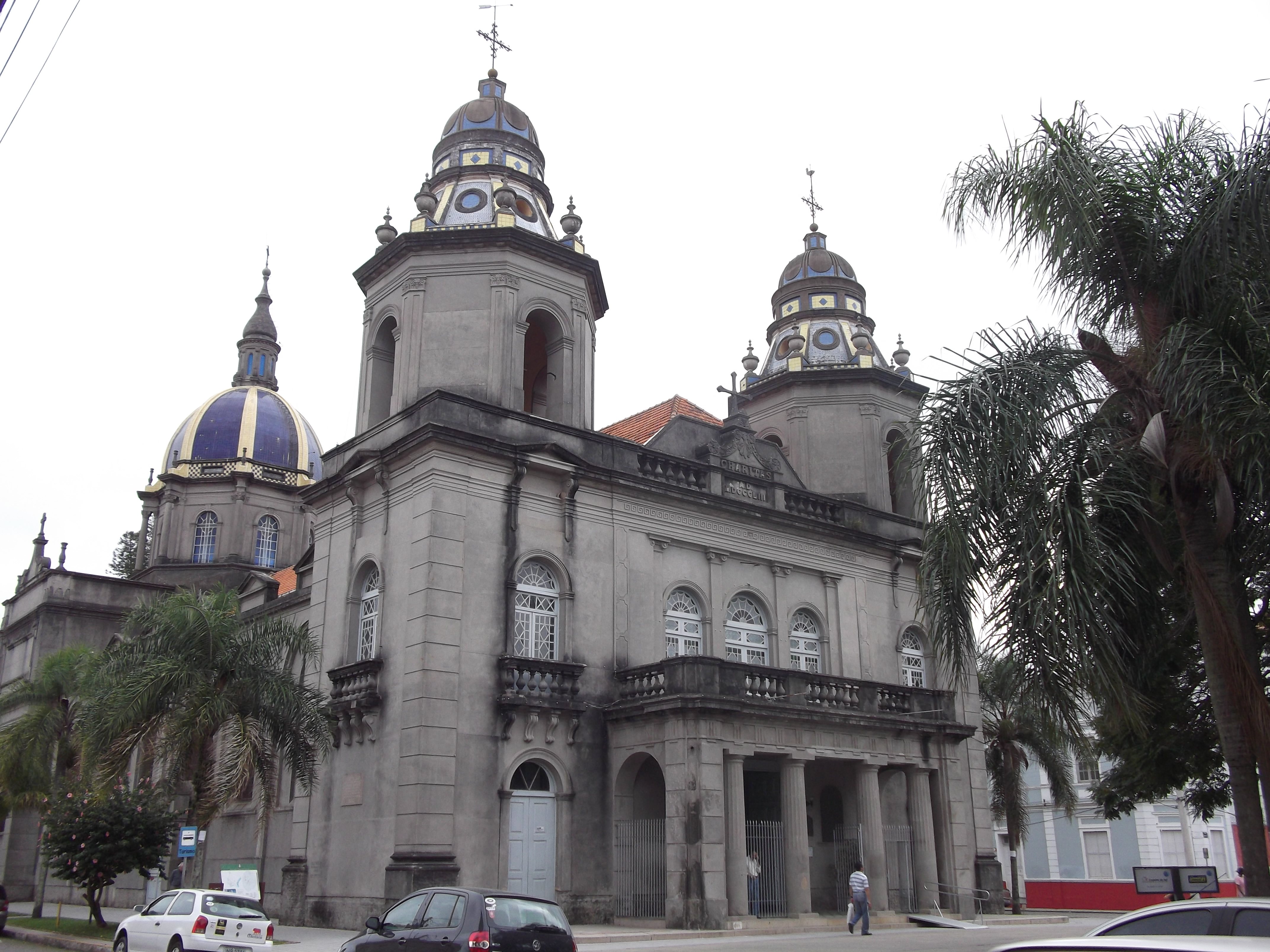
Kathedraal van Pelotas

## Bisschoppen van Pelotas
- 1911–1920: Francisco de Campos Barreto (vervolgens bisschop van Campinas)
- 1921–1940: Joaquim Ferreira de Melo
- 1942–1977: Antônio Zattera
- 1977–2009: Jayme Henrique Chemello
- 2009-2011: Jacinto Bergmann (sinds 2011 aartsbisschop)

### Aartsbisschop
- 2011-heden: Jacinto Bergmann (tot 2011 bisschop)